# Carl Frederik Holbech
Carl Frederik Holbech, né le 27 février 1811 et décédé à Rome le 23 juillet 1880, est un sculpteur de l'époque de "l'âge d'or" danois.

## Biographie
Carl Frederik Holbech suit sa formation à l'Académie royale des Beaux-Arts à Copenhague, et obtient sa médaille en 1835. Il part en 1841 pour Rome où il travaille désormais dans l'atelier de Thorvaldsen. Il réalise la version en marbre de plusieurs des sculptures de celui-ci, entre autres le monument pour Frederik VI à Skanderborg, lequel est dévoilé en 1845. Il tient un journal sur ses années avec Thorvaldsen et est le centre de la colonie d'artistes danois à Rome. Ses dernières années sont marquées par une grande pauvreté. 
Ses œuvres (Proserpine, 1842 ; Eurydice, 1844 ; Deux enfants endormis, 1851 ; Bacchus enfant satyre, 1862 ; Bacchus enfant, 1871) se caractérisent par leur finesse et leur charme. Il est régulièrement représenté aux expositions de printemps de Charlottenborg. On trouve ses œuvres dans différents musées danois.